# Фламандский национализм
История фламандского национализма (нидерл. Vlaamse Beweging, фр. Nationalisme flamand)
началась в XIII веке, когда французская корона взяла курс на аннексию фламандских земель несмотря на растущее народное сопротивление. После некоторого затишья в период галломании XVII—XIX веков, идеи фламандского национализма возродились вновь в рамках франко-фламандского противоречия в унитарной Бельгии. Фламандское движение добилось федерализации страны, установления языковой границы. В начале XXI века его радикальное крыло — фламинганы — набирают всё большую популярность, выступая за полную независимость Фландрии, а также ликвидацию языковых льгот для франкоязычного меньшинства.

## История
Западнофламандские земли (соврем. Французская Фландрия) были довольно успешно инкорпорированы в состав Французского государства уже в XVI веке. Но по мере продвижения вглубь густонаселённого германоязычного региона сопротивление ассимиляции со стороны местного населения росло. Здесь влияние французского языка и культуры ощущалось в первую очередь в крупных городах (Кортрейке, Антверпене, Генте и др.), в которых франкоязычная буржуазия и сблизившиеся с ней франскильоны представляли собой доминирующее меньшинство. В XVIII — первой половине XIX века, когда Франция находилась на пике своего могущества, а французский язык играл роль мирового лингва франка, многие европейские страны и регионы, в том числе и саму Фландрию, охватила галломания. По этой причине в этот период сопротивление галлизации было наименьшим. Более того, в ходе промышленной революции, которая в Валлонии началась раньше чем в более аграрной Фландрии, имело место переселение фламандцев в Валлонию. Валлоны, напротив, активно переселялись в Брюссель, где их интересовали административные и деловые позиции, требующие хорошего знания французского языка.

## Новое время
В период между 1815 и 1878 годами французский язык был фактически единственным официальным языком унитарной Бельгии, несмотря на то что для порядка 58 % населения родным был один из нидерландских диалектов. Официальный статус, а также международный престиж французского языка создали благоприятные условия для начала процесса галлизации быстрорастущего населения столицы, крупных городов, а также ряда пригородных регионов. Этот факт начал тревожить провинциальную фламандскую интеллигенцию. Для защиты родного языка фламандцы начали объединяться во фламандские политические партии, и, будучи избранными в местные органы власти там где они составляли большинство, начали изменять языковое законодательство в свою пользу, несмотря на сопротивление федеральных властей. Более того, ситуация начала кардинально меняться с началом упадка валлонской промышленности и одновременным подъёмом современных видов третичного сектора экономики во Фландрии, имеющей к тому же выход к морю.

## Современность
Немалый вклад в активизацию фламандского движения внесла нацистская оккупация Бельгии в период Второй мировой войны. Немцы с большим пиететом относились к родственному им фламандскому этносу и всячески способствовали росту национал-патриотических, антифранцузских настроений среди фламандцев.

## Развитие
На протяжении большей части XX века большинство этнических фламандцев Бельгии придерживались умеренно-националистических взглядов на будущее Фландрии. Их интересы в 1954—2002 гг. выражала партия «Народный Союз» («Volksunie»). После её распада фламандский национализм всё более радикализируется по причине продолжающейся галлизации Брюссельской периферии. Современные фламандские партии «Новый фламандский альянс» и «Фламандский интерес» выступают за полную независимость Фландрии.